# Мокроусов Борис Андрійович
Борис Андрійович Мокроусов (27 лютого 1909, Нижній Новгород, Російська імперія — 27 березня 1968, Москва, Російська РФСР) — радянський російський композитор. Лауреат Сталінської премії II ступеня (1948). Заслужений діяч мистецтв Чуваської АРСР (1962).
Закінчив Московську консерваторію (1936, клас М. Мясковського).
Автор опери «Чапаєв» (1942), оперети «Роза вітрів» (1947), камерно-інструментальних творів, багатьох відомих пісень (зокрема, рос. «Вечерком на реке», «Заветный камень», «Костры горят далёкие», «На крылечке», «Одинокая гармонь»), музики до кінофільмів: «Весілля з приданим» (1953, у співавт.), «Наші сусіди» (1957), «Особливий підхід» (1959), «Кухарка» (1965), «Невловимі месники» (1966) i «Нові пригоди невловимих» (1968, пісня «дияволят») та інші, а також українських: «Одеса» (1954), «Весна на Зарічній вулиці» (1956), «Координати невідомі» (1957).
Був членом Спілки композиторів СРСР. Похований у Москві на Новодівичому кладовищі.